# 1. armada (NOVJ)
1. armada je bila partizanska armada, ki je delovala kot del NOV in POJ v Jugoslaviji med drugo svetovno vojno.
Armada je bila ustanovljena 1. januarja 1945 z ukazom vrhovnega poveljnika maršala Josipa Broza - Tita skupaj s 2. in 3. armado.

## Zgodovina
Za komandanta je bil imenoval generallajtnant Peko Dapčević, politični komisar polkovnik Mijalko Todorović, načelnik štaba polkovnik Savo Drljević. V njeno sestavo je najprej prišel 1. proletarski korpus, nato 15. korpus in nekaj samostojnih divizij in brigad, tako da je imela sredi aprila okrog 60.000 borcev. Najprej se je bojevala na sremski fronti, po njenem preboju sredi aprila pa je skupaj z drugimi enotami jugoslovanske armade osvobajala zahodni del Jugoslavije ter 8. maja skupaj z deli 2. armade osvobodila Zagreb. Nato je s štirimi divizijami osvobodila severno Slovenijo in zajemala sovražno vojsko ter 13. maja dosegla avstrijsko mejo. Tam je skupaj z enotami 2. in 3. armade ter 4. operativne cone sodelovala v zadnjih bitkah 2. svetovne vojne na tleh Evrope.

## Sestava
1. januar 1945
- 1. divizija
- 5. divizija
- 6. divizija
- 11. divizija
- 21. divizija